# Felice Gimondi
Felice Gimondi (Sedrina, 29 settembre 1942 – Giardini-Naxos, 16 agosto 2019) è stato un ciclista su strada, pistard e dirigente sportivo italiano.
Professionista dal 1965 al 1979, ottenendo complessivamente 139 vittorie, è stato un campione completo, capace di tenere sul passo, di vincere in salita, a cronometro e anche in volata, sia in grandi corse a tappe che in corse in linea di un giorno. È uno dei sette corridori ad aver vinto tutti e tre i grandi Giri, cioè Giro d'Italia (per tre volte, nel 1967, 1969 e 1976), Tour de France (nel 1965) e Vuelta a España (nel 1968), mentre tra le corse di un giorno si aggiudicò un campionato del mondo su strada (nel 1973) e alcune classiche monumento (una Parigi-Roubaix, una Milano-Sanremo e due Giri di Lombardia); suo è il record di podi, nove, al Giro d'Italia, corsa in cui ottenne anche sette vittorie di tappa.
Nonostante la sua carriera sia coincisa in gran parte con quella del rivale "cannibale" Eddy Merckx, è stato in grado di ottenere numerosi successi avendo avuto, rispetto al belga, anche una maggiore longevità ad alti livelli, dalla vittoria del Tour de France del 1965 a quella del Giro d'Italia del 1976.

## Carriera

### Gli esordi
Nato a Sedrina, in provincia di Bergamo, figlio di un camionista, Mosé Gimondi, e di una postina, Angela Salvi, cominciò a gareggiare nel ciclismo nel 1959, da allievo, ottenendo la prima vittoria il 1º maggio 1960, nella Bergamo-Celana. Nel 1962 passò nella categoria dilettanti: in tre stagioni riuscì ad aggiudicarsi sedici corse, fra cui il Tour de l'Avenir nel 1964; nello stesso anno rappresentò anche l'Italia ai Giochi olimpici di Tokyo, classificandosi trentatreesimo nella prova su strada vinta dal connazionale Mario Zanin.

### 1965-1972: Salvarani
Debuttò tra i professionisti all'inizio del 1965 con la Salvarani di Luciano Pezzi, squadra in cui rimase fino alla fine della stagione 1972. La sua carriera da professionista iniziò subito con il secondo posto alla Freccia Vallone e il terzo al Giro d'Italia, vinto dal compagno di squadra Vittorio Adorni davanti a Italo Zilioli. In luglio partecipò quindi al Tour de France in sostituzione del gregario Battista Babini, con l'obiettivo di aiutare il suo capitano Adorni: in quella corsa colse invece una prestigiosa vittoria finale, vestendo ininterrottamente già dopo la terza tappa (eccetto che per due giorni) la maglia gialla di leader, e diventando in tal modo il quinto italiano capace di vincere la Grande Boucle. In quel Tour vinse la terza frazione, con arrivo a Rouen (primo successo da professionista in carriera), seppe resistere agli attacchi di Raymond Poulidor sul Mont Ventoux e nelle altre tappe di montagna, e si impose quindi nelle ultime due prove a cronometro, quella in salita al Mont Revard e quella finale a Parigi.

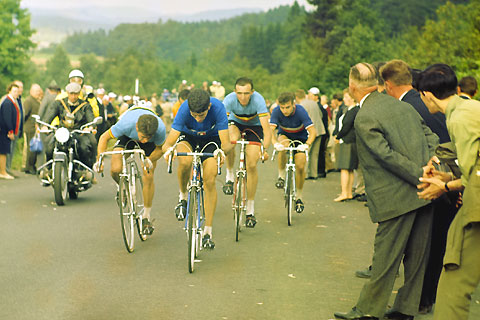
Il 24enne Gimondi guida un gruppetto al Campionato del mondo 1966, tenutosi sul circuito del Nürburgring.

Il 1966 lo vide per la prima volta vittorioso nelle classiche, con i successi ad aprile alla Parigi-Roubaix e alla Parigi-Bruxelles, nonché, nel finale di stagione, nella Coppa Agostoni, nel Giro di Lombardia (in volata su Eddy Merckx, Poulidor e Jacques Anquetil) e nella Coppa Placci. Quell'anno Gimondi si classificò inoltre quinto al Giro d'Italia, dopo aver vinto il tappone dolomitico con arrivo a Belluno e lottato contro Anquetil, Adorni, Italo Zilioli e Gianni Motta, vincitore finale, e undicesimo nel suo primo mondiale su strada professionisti, al Nürburgring.
Nella stagione seguente conquistò per la prima volta il Giro d'Italia. Decisiva in quella "Corsa rosa" fu l'azione condotta da Gimondi nella terzultima tappa, quella con il Tonale, l'Aprica e l'arrivo a Tirano: dopo aver attaccato con Gianni Motta sul Tonale, sull'ultima ascesa il bergamasco riuscì a staccare la maglia rosa Anquetil e a giungere sul traguardo precedendolo di 4'09", strappandogli così definitivamente il primato. Gimondi partecipò quell'anno anche al Tour de France, con l'obiettivo di ottenere il successo finale. Rimasto a lungo nelle prime posizioni, nella sedicesima tappa, sui Pirenei, andò incontro a problemi intestinali e dovette staccarsi: concluderà solo settimo in classifica, dopo essersi comunque aggiudicato in solitaria la frazione con arrivo sul Puy-de-Dôme.
Nel 1968 si aggiudicò la Vuelta a España dopo aver strappato il primato a José Pérez Francés a poche frazioni dal termine, diventando il secondo ciclista dopo Jacques Anquetil in grado di far suoi i tre Grandi Giri di tre settimane. Al Giro d'Italia di quell'anno, in cui aveva concluso inizialmente terzo (a 9'05" dal vincitore Merckx), fu invece declassato perché trovato positivo all'anfetamina in un controllo antidoping effettuato al termine della ventunesima tappa. Successivamente riuscì a dimostrare di aver assunto fencamfamina, stimolante ancora non proibito, e per questo venne reintegrato negli ordini d'arrivo. Sul finire di stagione si aggiudicò il Giro di Romagna valido anche come Campionato italiano, il Grand Prix des Nations e il Trofeo Baracchi. Nel 1969, dopo una primavera delle classiche in cui concluse secondo al Giro delle Fiandre e quarto alla Parigi-Roubaix, conquistò il Tour de Romandie e quindi il suo secondo Giro d'Italia, grazie soprattutto alla squalifica di Eddy Merckx, avvenuta al termine della tappa con arrivo a Savona. Al Tour de France, dominato dallo stesso Merckx, fu invece quarto, mentre in autunno si aggiudicò, tra le classiche italiane, il Giro dell'Appennino.

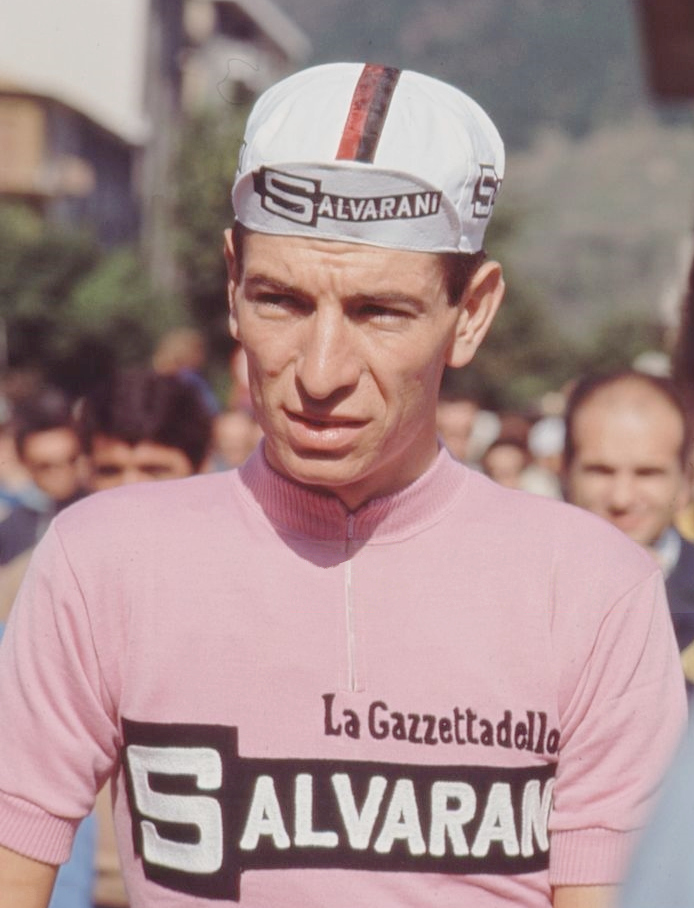
Gimondi in maglia rosa al vittorioso Giro d'Italia 1967

Nel 1970 dovette subire il dominio dei corridori belgi nelle grandi classiche. Arrivò in forma al Giro d'Italia, ma dovette arrendersi ancora a Eddy Merckx, così come nella Milano-Sanremo 1971 e ai campionati del mondo dello stesso anno (fu invece secondo alle spalle di Franco Bitossi al Giro di Lombardia 1970). Nel 1972 non ottenne risultati importanti nelle classiche di primavera e al Giro d'Italia fece molta fatica, classificandosi ottavo, superato nel finale anche da Roger De Vlaeminck, specialista delle classiche. In giugno vinse per la seconda volta il Giro dell'Appennino, valido come campionato nazionale, e al Tour de France subito seguente chiuse in seconda posizione (battuto sempre da Merckx); in autunno concluse quindi terzo al Giro di Lombardia.

### 1973-1979: Bianchi
Nel 1973 Gimondi passò alla Bianchi-Campagnolo, formazione diretta da Giancarlo Ferretti, già suo gregario alla Salvarani. In stagione si classificò terzo alla Milano-Sanremo e secondo, a più di sette minuti da Merckx, al Giro d'Italia. In settembre a Barcellona il bergamasco conquistò quindi il titolo mondiale su strada. Quella gara iridata venne corsa in una giornata torrida sul Circuito del Montjuïc, da percorrere diciassette volte, per un totale di 248,6 km. All'undicesimo giro Merckx lanciò l'attacco, Gimondi fu capace di rispondergli portandosi a ruota gli spagnoli Luis Ocaña e Domingo Perurena, il compagno di squadra Giovanni Battaglin, l'olandese Joop Zoetemelk e il belga Freddy Maertens; un ulteriore allungo di Merckx al quindicesimo giro ridusse a quattro (il "Cannibale", Maertens, Gimondi e Ocaña) il novero dei pretendenti alla vittoria. Sul rettilineo finale Gimondi, che sembrava battuto, riuscì a superare sul filo di lana il veloce Maertens, impegnato a lanciare lo sprint a Merckx; quest'ultimo, forse per stanchezza o forse perché Maertens aveva avviato la volata con troppo impeto, perse l'attimo buono per lo sprint finale, favorendo così il successo dell'italiano.

Il 33enne Gimondi primo a Bergamo, battendo allo sprint Eddy Merckx e Gianbattista Baronchelli, nel vittorioso Giro d'Italia 1976.

Al successivo Giro di Lombardia Gimondi arrivò secondo, a 4'15" dal vincitore Merckx; grazie però alla squalifica di quest'ultimo per positività agli stimolanti (efedrina), un mese dopo la gara venne dichiarato vincitore. In maglia iridata (e complice l'assenza di Merckx) si impose anche nella Milano-Sanremo 1974, andando all'attacco a San Lorenzo al Mare e staccando al traguardo il secondo, Eric Leman, di 1'53". Concluse poi terzo al Giro d'Italia di quell'anno, a soli 33" dal vincitore Merckx ma preceduto anche da Gianbattista Baronchelli, come anche terzo al Giro 1975, staccato di oltre 6' dalla coppia Fausto Bertoglio-Francisco Galdós.
Al Tour de France 1975, in cui aveva chiuso quinto, risultò nuovamente positivo ad un controllo antidoping, per cui venne penalizzato di 10' in classifica generale (scivolando al sesto posto finale), squalificato per un mese, e costretto a pagare una multa. Al Giro d'Italia 1976, forte di tre podi ottenuti negli anni precedenti, si presentò tra i favoriti e riuscì a vincere battendo Johan De Muynck, Francesco Moser, futuri vincitori della "Corsa rosa", ed Eddy Merckx, ottavo. Fu quello il suo nono podio al Giro, un record ineguagliato; nelle quattordici edizioni del Grande Giro italiano cui prese parte, vestì la maglia rosa in totale per ventiquattro frazioni e ventuno giorni. Fu anche uno degli ultimi grandi trionfi di Gimondi, che nello stesso anno vincerà la sua seconda Parigi-Bruxelles e l'anno successivo la Sei giorni di Milano.
L'ultimo Giro d'Italia corso da Gimondi fu quello del 1978: si piazzò undicesimo, ma contribuì in maniera decisiva al successo finale di Johan De Muynck, cioè di colui che aveva battuto due anni prima, ora diventato suo compagno di squadra. Gimondi concluse la carriera su strada nell'ottobre 1978 partecipando al Giro dell'Emilia. Sotto contratto da professionista con la Bianchi-Faema anche nel 1979, ottenne come ultimo piazzamento, nel febbraio di quell'anno, il terzo posto nel campionato italiano di omnium indoor. Nelle quindici stagioni da pro vinse in totale 139 corse e rappresentò l'Italia in undici edizioni dei Campionati del mondo professionisti.

## Dopo il ritiro
Dopo il ritiro fu direttore sportivo della Gewiss-Bianchi nel 1988, e successivamente, nel 2000, presidente della Mercatone Uno-Albacom, la squadra di Marco Pantani. È stato anche assicuratore e titolare dell'Agenzia Assicurazioni Milano, e responsabile dell'attività sportiva oltreché consulente del reparto corse per la Bianchi, storica azienda milanese di biciclette. Dal 1996 in suo onore si tiene, nel bergamasco, la "Granfondo Internazionale Felice Gimondi", patrocinata da Bianchi.

Da sinistra, in primo piano: Gimondi a ruota del "cannibale" Merckx nel Giro d'Italia 1970

Per l'essersi spesso piazzato alle spalle di Eddy Merckx, è stato a volte soprannominato "l'eterno secondo": lo stesso Gimondi ammise di aver capito troppo tardi — nel Giro di Catalogna del 1968, quando il belga vinse l'ultima cronometro, specialità dell'italiano — quanto Merckx fosse più forte di lui. Tuttavia questa nomea è stata poi cancellata nel tempo, grazie alle tante vittorie ottenute da Gimondi nella sua lunga carriera, alcune delle quali proprio davanti al "cannibale" Merckx; gli si deve indubbiamente riconoscere di essere stato tra i più tenaci avversari del belga, insieme con gli spagnoli Luis Ocaña e José Manuel Fuente. Agli epici duelli con Merckx sono dedicate le canzoni Gimondi e il cannibale di Enrico Ruggeri e Sono Felice di Elio e le Storie Tese. Gianni Brera, che ne descrisse le imprese, coniò per lui i soprannomi Felix de Mondi e Nuvola Rossa.
Felice Gimondi morì il 16 agosto 2019 a 76 anni, mentre nuotava in vacanza a Giardini-Naxos. Dopo i funerali svoltisi a Paladina, Gimondi fu cremato presso il Cimitero monumentale di Bergamo; le ceneri sono conservate dai familiari.

## Palmarès

### Strada
- 1963 (dilettanti)

Classifica generale Giro della Regione Friuli Venezia Giulia
- 1964 (dilettanti)

1ª tappa Tour de l'Avenir
Classifica generale Tour de l'Avenir
- 1965 (Salvarani, quattro vittorie)

3ª tappa Tour de France (Roubaix > Rouen)
18ª tappa Tour de France (Aix-les-Bains > Mont Revard, cronometro)
22ª tappa Tour de France (Versailles > Parigi, cronometro)
Classifica generale Tour de France
- 1966 (Salvarani, nove vittorie)

Parigi-Roubaix
Parigi-Bruxelles
3ª tappa, 2ª semitappa Tour de Romandie (La Chaux-de-Fonds, cronometro)
20ª tappa Giro d'Italia (Moena > Belluno)
Gran Premio della Valsassina
Corsa di Coppi
Coppa Agostoni
Giro di Lombardia
Coppa Placci
- 1967 (Salvarani, sette vittorie)

Classifica generale Giro d'Italia
Gran Premio di Castrocaro Terme-Forlì (cronometro)
10ª tappa Tour de France (Divonne > Briançon)
20ª tappa Tour de France (Limoges > Puy-de-Dôme)
Giro del Lazio
Grand Prix des Nations (cronometro)
Gran Premio Cynar (cronometro)
- 1968 (Salvarani, nove vittorie)

Flèche Enghiennoise
17ª tappa Vuelta a España (San Sebastián > Tolosa, cronometro)
Classifica generale Vuelta a España
16ª tappa Giro d'Italia (Cesenatico > San Marino, cronometro)
Gran Premio di Castrocaro Terme-Forlì (cronometro)
Gran Premio Industria - Belmonte Piceno
Giro di Romagna (valido come Campionato italiano su strada, Prova in linea)
Grand Prix des Nations (cronometro)
Trofeo Baracchi (cronocoppie, con Jacques Anquetil)
- 1969 (Salvarani, otto vittorie)

Gran Premio Industria - Belmonte Piceno
Classifica generale Tour de Romandie
Classifica generale Giro d'Italia
Gran Premio di Castrocaro Terme-Forlì (cronometro)
12ª tappa Tour de France (Digne > Aubagne)
1ª tappa Parigi-Lussemburgo (Parigi > Reims)
Giro dell'Appennino
1ª prova Escalada a Montjuïc
- 1970 (Salvarani, tre vittorie)

5ª tappa, 2ª semitappa Tirreno-Adriatico (San Benedetto del Tronto, cronometro)
1ª tappa Tour de Suisse (Meiringen > Finhaut)
Trofeo Matteotti
- 1971 (Salvarani, sei vittorie)

Liegi-Tongrinne
Prologo Tour de Romandie (Ginevra, cronometro)
7ª tappa Giro d'Italia (Orvieto > San Vincenzo)
18ª tappa Giro d'Italia (Lienz > Falcade)
Gran Premio di Castrocaro Terme-Forlì (cronometro)
Giro del Piemonte
- 1972 (Salvarani, quattro vittorie)

Giro dell'Appennino (valido come Campionato italiano su strada)
5ª tappa, 2ª semitappa Volta Ciclista a Catalunya (Badalona, cronometro)
Classifica generale Volta Ciclista a Catalunya
Gran Premio Millefiori (cronometro)
- 1973 (Bianchi, nove vittorie)

1ª tappa Giro di Puglia (Taranto > Lecce)
Classifica generale Giro di Puglia
16ª tappa Giro d'Italia (Forte dei Marmi > Circuito della Versilia)
Gran Premio di Castrocaro Terme-Forlì (cronometro)
Coppa Bernocchi
Campionati del mondo, Prova in linea
Giro del Piemonte
Giro di Lombardia
Trofeo Baracchi (cronocoppie, con Martín Emilio Rodríguez)
- 1974 (Bianchi, tre vittorie)

Milano-Sanremo
Coppa Agostoni
1ª prova Attraverso Losanna
- 1975 (Bianchi-Campagnolo, una vittoria)

10ª tappa Tour de France (Auch > Pau)
- 1976 (Bianchi-Campagnolo, tre vittorie)

21ª tappa Giro d'Italia (Terme di Comano > Bergamo)
Classifica generale Giro d'Italia
Parigi-Bruxelles

#### Altri successi
- 1965 (Salvarani)

Criterium di Tarascon-sur-Ariège
Criterium di Ussel
Criterium di Marsiglia
Circuito di Varedo
- 1966 (Salvarani)

Flèche d'Auxerre (criterium)
Criterium di Plumeliau
Criterium di Hal
Criterium di Braine-le-Comte
Gran Premio Olgiate-Ghisallo (criterium)
Criterium di Miramont-de-Guyenne
Criterium di Rouffignac
- 1967 (Salvarani)

Circuito di Laveno Mombello
Criterium di Villeneuve-sur-Lot
Criterium di Saussignac
Criterium di Bussières
Criterium di Laval
Circuito di Bergamo
- 1968 (Salvarani)

Circuito di Fabriano
Circuito di Suzzara
Critérium des As
- 1969 (Salvarani)

5ª tappa, 1ª semitappa Parigi-Nizza (Tavel > Tavel, cronosquadre)
Circuito di Imola-Gran Premio Salvarani
Prologo Tour de Romandie (Ginevra, cronosquadre)
Criterium di Bain-de-Bretagne
Criterium di Commentry
Circuito di Ciriè
Circuito di Laveno Mombello
Criterium di Villeneuve-sur-Lot
Criterium di Plélan-le-Petit
Circuito di Romano di Lombardia
- 1970 (Salvarani)

Circuito di Pontoglio
Circuito di Valdengo
Circuito di Maggiora
1ª prova Cronostaffetta (cronosquadre, con Gianni Motta e Pietro Guerra)
Circuito di Venegono Superiore
- 1971 (Salvarani)

Circuito di Villorba
Criterium degli Assi - Chieti
Prologo Giro d'Italia (Lecce > Brindisi, cronosquadre)
Circuito di Laveno Mombello
Circuito di Rocca di Roffeno
2ª prova Cronostaffetta (cronometro)
Circuito di Lendinara
Circuito di Offanengo
Circuito di Larciano
- 1972 (Salvarani)

Circuito di Tavarnelle Val di Pesa
Circuito di Rimini
Circuito di Poggio a Caiano
Circuito di Modigliana di Forlì
Circuito di Valdengo
- 1973 (Bianchi)

Circuito di Calenzano
Prologo Tour de Romandie (Ginevra > Ginevra, cronosquadre)
Circuito di Cittadella
Circuito di San Michele Agliana
Circuito di Castiglione del Lago
Criterium di Grisy-les-Platres
Cronoscalata Sarnico-San Fermo (cronometro)
Circuito di Colbordolo
- 1974 (Bianchi)

Circuito di Reggio Emilia
Circuito di Gavardo
Circuito di Col San Martino
Circuito di Segrate
Circuito di Leffe
Circuito di Pavullo
Circuito di Bardonecchia
Circuito di San Felice sul Panaro
- 1975 (Bianchi-Campagnolo)

Circuito di San Damiano d'Asti
Criterium di Moorslede
Circuito di Carpineti
2ª prova Cronostaffetta (cronosquadre, con Martín Emilio Rodríguez e Giacinto Santambrogio)
Classifica finale Cronostaffetta
Circuito di Lorenzana
Circuito di Roccastrada
- 1976 (Bianchi-Campagnolo)

Circuito di Varignana
Circuito di Busto Arsizio
Circuito di Cadorago
Criterium d'Auzances
Circuito di Pellio
Cirterium di Tarbes
Circuito di Larciano
Criterium di Madrid
- 1977 (Bianchi-Campagnolo)

Circuito di Errano di Faenza
Circuito di Acicatena
Circuito di Pistoia
Circuito di Martorana
- 1977 (Bianchi-Campagnolo)

Circuito di Mendrisio
Circuito di Cenaia

### Pista
- 1971

Circuito di Ciriè
Circuito di Grado
Circuito di Casalecchio di Reno
- 1972

Sei giorni di Milano (con Sigi Renz)
Circuito di Busto Arsizio
Circuito di Ciriè
Circuito di Lendinara
- 1973

Circuito di Manciano
Circuito di Follonica
Circuito di Bastia Umbra
Circuito di Caneva
Circuito di Sanguinetto
- 1974

Circuito di Cividino
Circuito di Castell'Azzara
- 1975

Circuito di Cavriaga
Circuito di Inveruno
- 1976

Campionati italiani, Omnium indoor
- 1977

Campionati italiani, Omnium indoor
Sei giorni di Milano (con Rik Van Linden)
- 1978

Campionati italiani, Omnium indoor

## Piazzamenti

### Grandi Giri
- Giro d'Italia

1965: 3º
1966: 5º
1967: vincitore
1968: 3º
1969: vincitore
1970: 2º
1971: 7º
1972: 8º
1973: 2º
1974: 3º
1975: 3º
1976: vincitore
1977: 15º
1978: 11º
- Tour de France

1965: vincitore
1967: 7º
1969: 4º
1972: 2º
1975: 6º
- Vuelta a España

1968: vincitore

### Classiche monumento
- Milano-Sanremo

1965: 41º
1966: 24º
1967: 4º
1968: 51º
1969: 61º
1970: 45º
1971: 2º
1972: 64º
1973: 3º
1974: vincitore
1975: 52º
1976: 61º
1977: 58º
1978: 75º
- Giro delle Fiandre

1966: 10º
1967: 4º
1968: 51º
1969: 2º
1970: 12º
1972: 17º
1976: 41º
- Parigi-Roubaix

1965: 64º
1966: vincitore
1967: ritirato
1968: 20º
1969: 4º
1971: 8º
1972: ritirato
1973: ritirato
- Liegi-Bastogne-Liegi

1965: 24º
1966: 17º
1967: ritirato
1969: 7º
1971: 9º
- Giro di Lombardia

1966: vincitore
1967: 2º
1968: 7º
1969: 11º
1970: 2º
1971: 9º
1972: 3º
1973: vincitore
1974: 11º
1976: 24º

### Competizioni mondiali
- Campionati del mondo

Nürburgring 1966 - In linea: 11º
Heerlen 1967 - In linea: 29º
Imola 1968 - In linea: 6º
Leicester 1970 - In linea: 3º
Mendrisio 1971 - In linea: 2º
Gap 1972 - In linea: 10º
Barcellona 1973 - In linea: vincitore
Montreal 1974 - In linea: ritirato
Yvoir 1975 - In linea: 16º
Ostuni 1976 - In linea: 7º
San Cristóbal 1977 - In linea: 11º
- Giochi olimpici

Tokyo 1964 - In linea: 33º

## Riconoscimenti
- Mendrisio d'oro del Velo Club Mendrisio nel 1973
- Medaglia d'oro al valore atletico nel 1973[11]
- Premio Sport del Comune di Camaiore nel 1985
- Memorial Bardelli-Una vita per lo sport nel 2001
- Appennino d'oro nel 2002
- Premio Arcobaleno del Associazione La Bottega dell'Arte nel 2003
- Premio Vincenzo Torriani nel 2004
- Premio Ciclismo Vita Mia nel 2005
- Inserito nella Top 25 della Cycling Hall of Fame
- Ambasciatore della sicurezza nel ciclismo del G.S. Progetti Scorta 2010
- Medaglia d'oro della Città di Bergamo 2012[27]
- Nel maggio 2015, una targa a lui dedicata fu inserita nella Walk of Fame dello sport italiano a Roma, riservata agli ex-atleti italiani che si sono distinti in campo internazionale.[28][29]

## Televisione
Felice Gimondi ha partecipato tra il 1972 e il 1976, insieme a numerosi altri esponenti dello sport, del cinema, della musica, ecc. ad alcuni sketch della rubrica pubblicitaria televisiva Carosello pubblicizzando le confezioni maschili Facis del Gruppo Finanziario Tessile.